# Леви, Гершом
Гершом Леви (4 июля 1937 года, Тель-Авив — 21 марта 2009 года) — израильский биолог и арахнолог. Магистр биологии (с 1964).

## Биография
С 1943 жил в Иерусалиме. Паукообразными начал заниматься ещё студентом, под влиянием своего наставника Аарона Шулова. Первая работа была посвящена сольпугам Израиля. В 1969 получил PhD в Еврейском университете в Иерусалиме.
В 1970 учёный ездил в Париж для изучения коллекций скорпионов. Там он познакомился с Максом Вашоном. Стажировался в музее при Гарвардском университете под руководством американского арахнолога и собственного однофамильца Герберта Леви.
Преподавал в Еврейском университете и Университете имени Бен-Гуриона. С 1996 года на пенсии, но продолжал заниматься научной работой и коллекциями арахнид. Был членом лингвистического комитета при Академии Наук Израиля.
Собирал марки, много путешествовал.
В честь Леви были названы, например, следующие виды: Galeodes levyi, Phlegra levyi, Enoplognatha gershomi, Aelurillus gershomi, Agelescape levyi, Gamasomorpha gershomi.

### Семья
Имел 3 детей и 6 внуков.